# Vila Rudolfa Larische (Krnov)
Vila Rudolfa Larische se nachází na ulici Říční okruh čp. 4/14 katastrální území Krnov-Horní Předměstí v části obce Pod Bezručovým vrchem v Krnově v okrese Bruntál. Městská vila postavená v historizujícím slohu v roce 1888 a upravována Leopoldem Bauerem je dokladem reprezentativní architektury v Krnově. Vila je kulturní památkou a je zapsaná v Ústředním seznamu kulturních památek ČR.

## Historie
Nejmladší syn zakladatele největšího textilního podniku v Krnově Rudolf Larisch (1850–1912) oslovil dva vídeňské architekty Hanse Mikscheho a Juliana Niedzielského aby mu postavili nový dům. V roce 1902 navrhl nábytek pro pánský pokoj slezský architekt Leopold Bauer, který provedl další úpravy v roce 1911, kdy  pro Rudolfa Larische juniora navrhl byt v prvním patře vily ve stylu neobiedermeieru. V roce 1929 podle plánů Leopolda Bauera byla provedena přestavba zadního křídla vily. Po ukončení druhé světové války byla vila znárodněna a sloužila jako mateřská školka, vlastníkem byl národní podnik Karnola. Po roce 1995 je po rekonstrukci majitelem ČSOB. Vila je nepřístupná. 

## Popis

### Exteriér
Vila je ovlivněna severskou renesancí a manýrismem. Je to volně stojící zděná omítaná budova se dvěma křídly postavená na nepravidelném půdorysu s mansardovou střechou. Fasády průčelí jsou členěny střídáním režného zdiva a vápenné omítky (patro), nárožních bosovaných lizén a okenních šambrán (přízemí). Hlavní průčelí orientované do ulice a nábřeží má středový rizalit s trojicí oken v každém podlaží a je ukončen volutovým štítem s vázami po stranách a monogramem majitele. Pravé boční průčelí je rozděleno dvakrát odstupňovaným rizalitem s lichoběžníkovým štítem a půlkruhovým vrcholem, ve kterém je letopočet 1888. Po jeho levé straně je balkón na toskánských sloupech a pilířích. V levé boční fasádě je středový rizalit s portálem s toskánskými sloupy a volutovým štítem. Vchod má půlkruhový záklenek. V zadním průčelí je široké obdélníkové schodišťové okno. Ze zadního křídla vystupuje do dvora válcový rizalit bočního schodiště s různě velikými okny po stranách.

### Interiér
V roce 1929 bylo rozšířeno a zvětšeno zadní křídlo, tím vznikla nová dispozice jejímž základem je centrální hala s trojramenným pravoúhlým dřevěným schodištěm, nad nímž je vitrážové okno s geometrickými vzory. Na podestě schodiště je zákoutí s krbem. V suterénní části byl zřízen klenutý prostor pánského pokoje s krbem a gotizující úpravou. V hale je kazetový strop z železobetonových nosníků.